# Pas del Gois
El Pas del Gois, o en francès, Passage du Gois, és una carretera situada en la Badia de Bourgneuf i que uneix l'Illa de Noirmoutier (comuna de Barbâtre) amb el continent (comuna de Beauvoir-sur-Mer), en el departament francès de la Vandea. Es caracteritza pel fet que la carretera queda anegada pel mar segons la marea. El pas és practicable amb la baixamar, quedant inundat dues vegades al dia per la pleamar. Existeixen altres llocs d'aquest tipus, però la seva característica particular és la seva longitud, d'uns 4,5 km. L'altura de l'aigua que cobreix el pas amb la marea alta varia entre els 1,30 metres i els 4 metres.
Des de 1971, el Pont de Noirmoutier, que uneix l'illa amb el continent, és una alternativa al Pas del Gois.

## Tour de França
Aquest pas és conegut per haver-se utilitzat en la segona etapa del Tour de França 1999 provocant nombroses caigudes i corts en l'escamot, entre elles la d'Alex Zülle, un dels favorits per arribar de groc a París.
També es va utilitzar el pas en el Tour de França 2011 però de forma neutralitzada en l'inici de l'etapa.